# Agder
Agder je historický region v nejjižnější části Norska a od 1. ledna 2020 také jedna z norských územněsprávních jednotek – krajů (fylke).  K reorganizaci územního uspořádání došlo na základě rozhodnutí norského parlamentu (Stortinget) ze dne 8. června 2017, jehož důsledkem byla redukce počtu územněsprávních jednotek z osmnácti na jedenáct. Při reorganizaci došlo ke sloučení dřívějších krajů Aust-Agder a Vest-Agder. Správní centrum se nachází v městě Arendal.

## Etymologie
Název Agder se vyvinul z výrazu Agðir, což byl název malého království před sjednocením Norska králem Haraldem I. Krásnovlasým. Jeho původ se hledá ve pragermánském slově agio, které znamenalo okraj, lem – tedy pás země na pobřeží.

## Dějiny

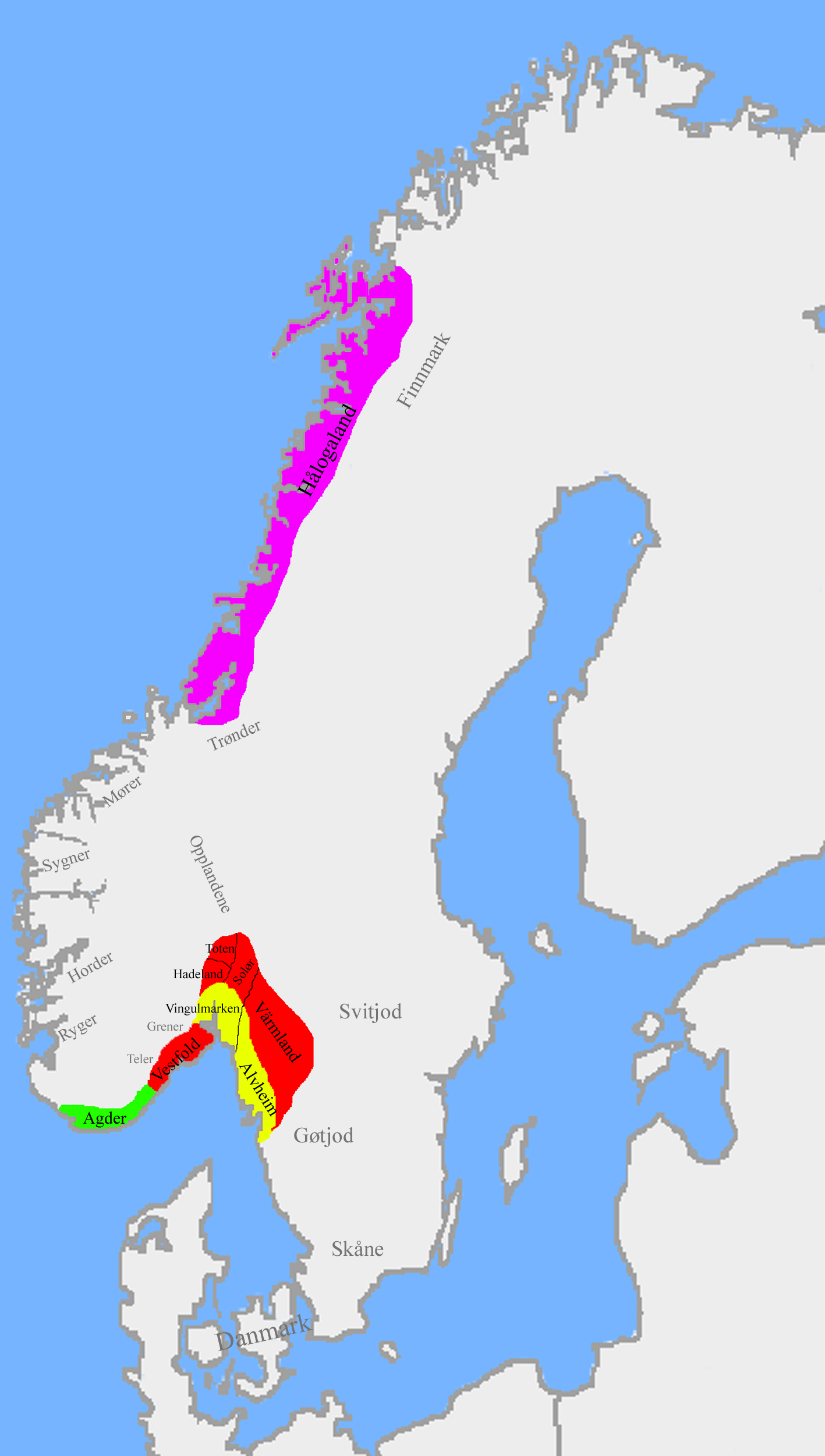
Království Agder (zeleně) a další království kolem roku 820 na území dnešního Norska

Agder v době Vikingů bylo jedno z malých království a jmenovalo se Agðir. V důsledku různých spojenectví, svateb, dědictví a válek docházelo k neustálým změnám jak v hranicích, tak ve významu jednotlivých království a ani Agðir nebyl výjimkou. Tyto události jsou zaznamenány v díle Heimskringla autora Snorriho Sturlusona.
Králové Agderu
- Legendární králové
  - Harald Agderking
  - Víkar
  - Kissa
  - král Bjearling

- Králové v období 790–987
  - Harald Granraude 7??–815, otec Åsy
  - Åsa, mezi 815 a 834–838, matka Halvdana Svarte
  - Halvdan Svarte, otec Haralda I. Krásnovlasého od roku 838
  - Kjøtve den rike, v 9. století
  - Harald Gudrødsson Grenske, 976–987, pravnuk Haralda I. Krásnovlasého

## Krajské symboly

### Znak
V červnu 2018 bylo přijato rozhodnutí o novém znaku správního území Agder. Znak tvoří zlatý dub na červeném poli. Jedná se o zjednodušenou verzi dubu z erbu Vest-Agder a barvy pocházejí z erbu Aust-Agder. Dub znamená dlouhý život s odkazy na minulost a budoucnost, moudrost a stabilitu, listy odkazují na vitalitu. Duby byly často místem setkávání, zároveň byl dub v regionu historicky důležitou obchodní komoditou.

## Geografie
Agder zaujímá plochu 16 434,07 km² a žije v něm 305 244 obyvatel (1. ledna 2019). Na západě hraničí s krajem Rogaland na východě s krajem Telemark, na jihu se Severním mořem. Největší řekou je Otra, nejvyšší horou je 1507 metrů vysoká Sæbyggjenuten na hranicích s Telemarkem. Nejdůležitějšími komunikačními trasami jsou silnice E18 z Osla do Kristiansandu, dále E39 z Kristiansandu do Bergenu, železnice z Osla do Stavangeru. Největší letiště je v Kristiasandu.

### Obce
Kraj sestává z 25 obcí.
- Åmli
- Åseral
- Arendal
- Birkenes
- Bygland
- Bykle
- Evje og Hornnes
- Farsund
- Flekkefjord
- Froland
- Gjerstad
- Grimstad
- Hægebostad
- Iveland
- Lillesand
- Lindesnes
- Kristiansand
- Kvinesdal
- Lyngdal
- Risør
- Sirdal
- Tvedestrand
- Valle
- Vegårshei
- Vennesla

## Fotogalerie

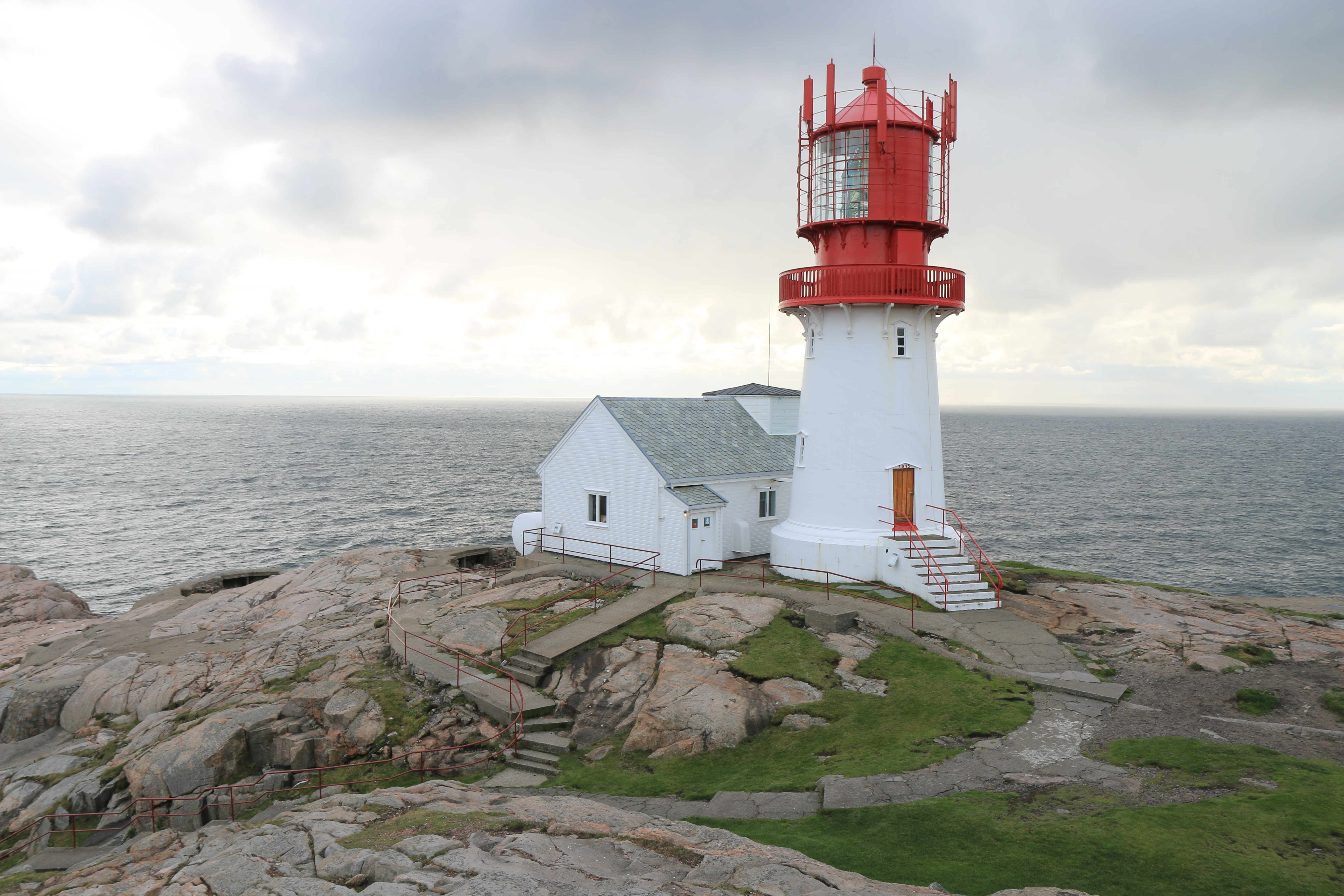
Maják Lindesnes
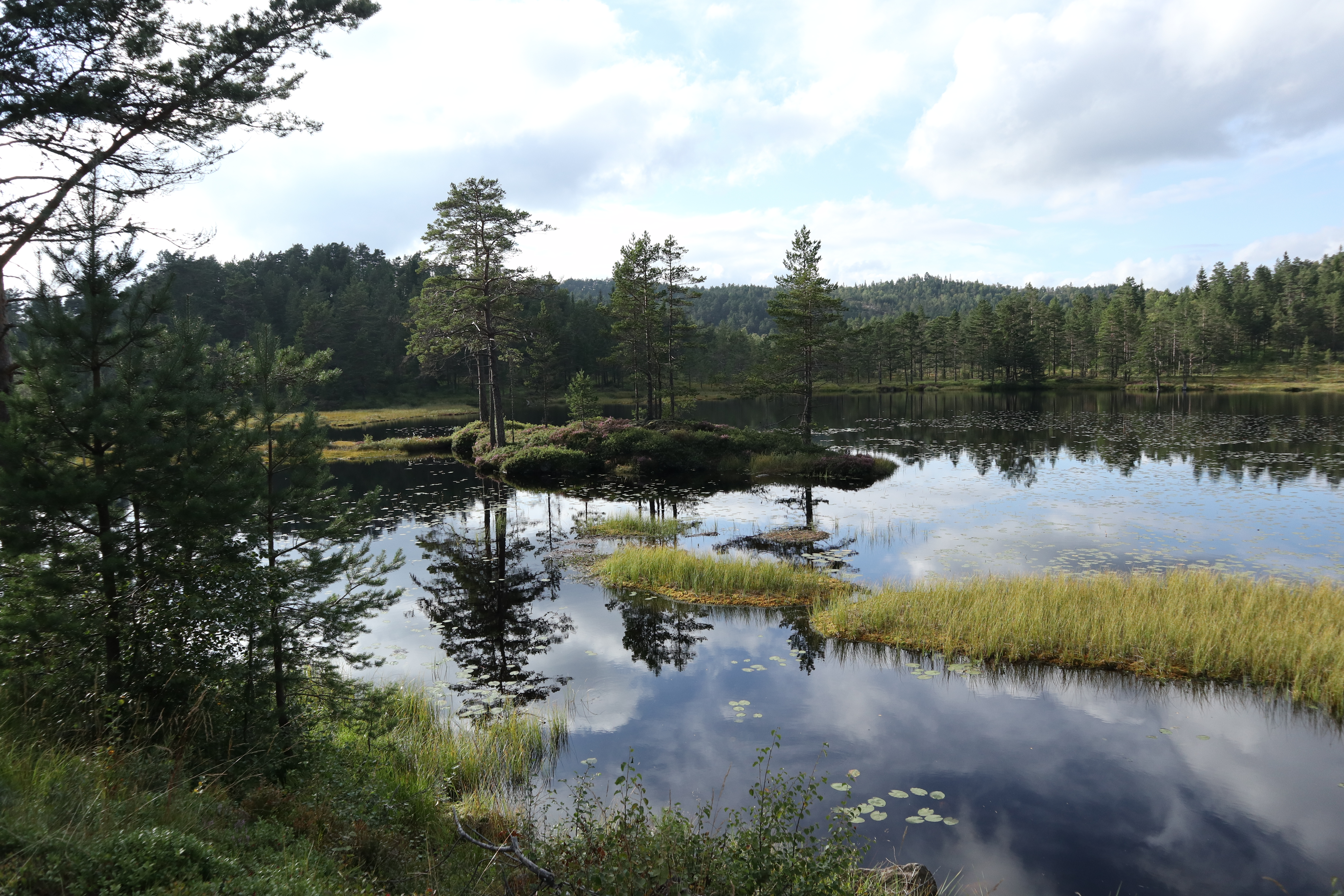
Typická krajina v Agderu
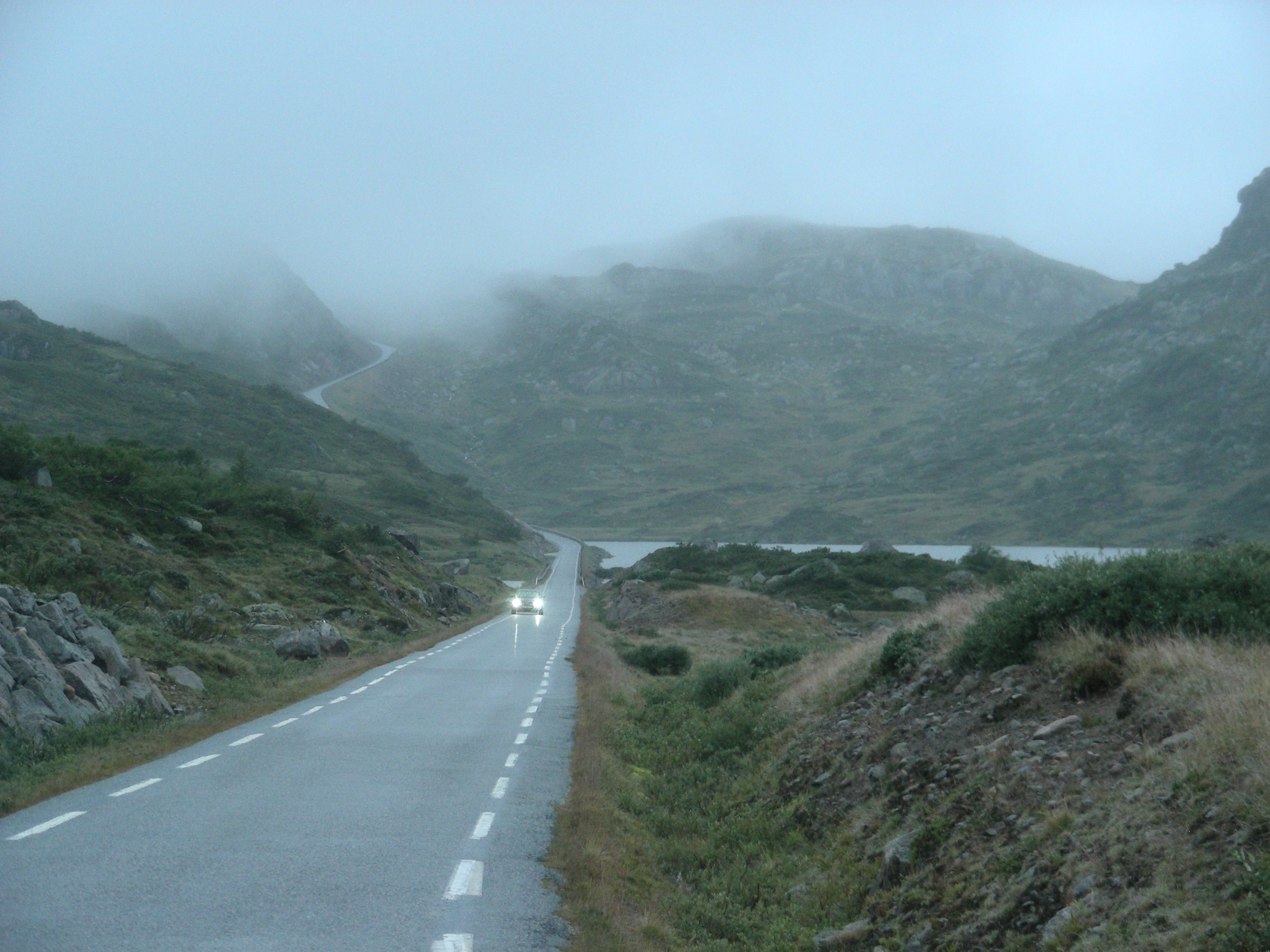
Silnice Rysstad–Fidjeland
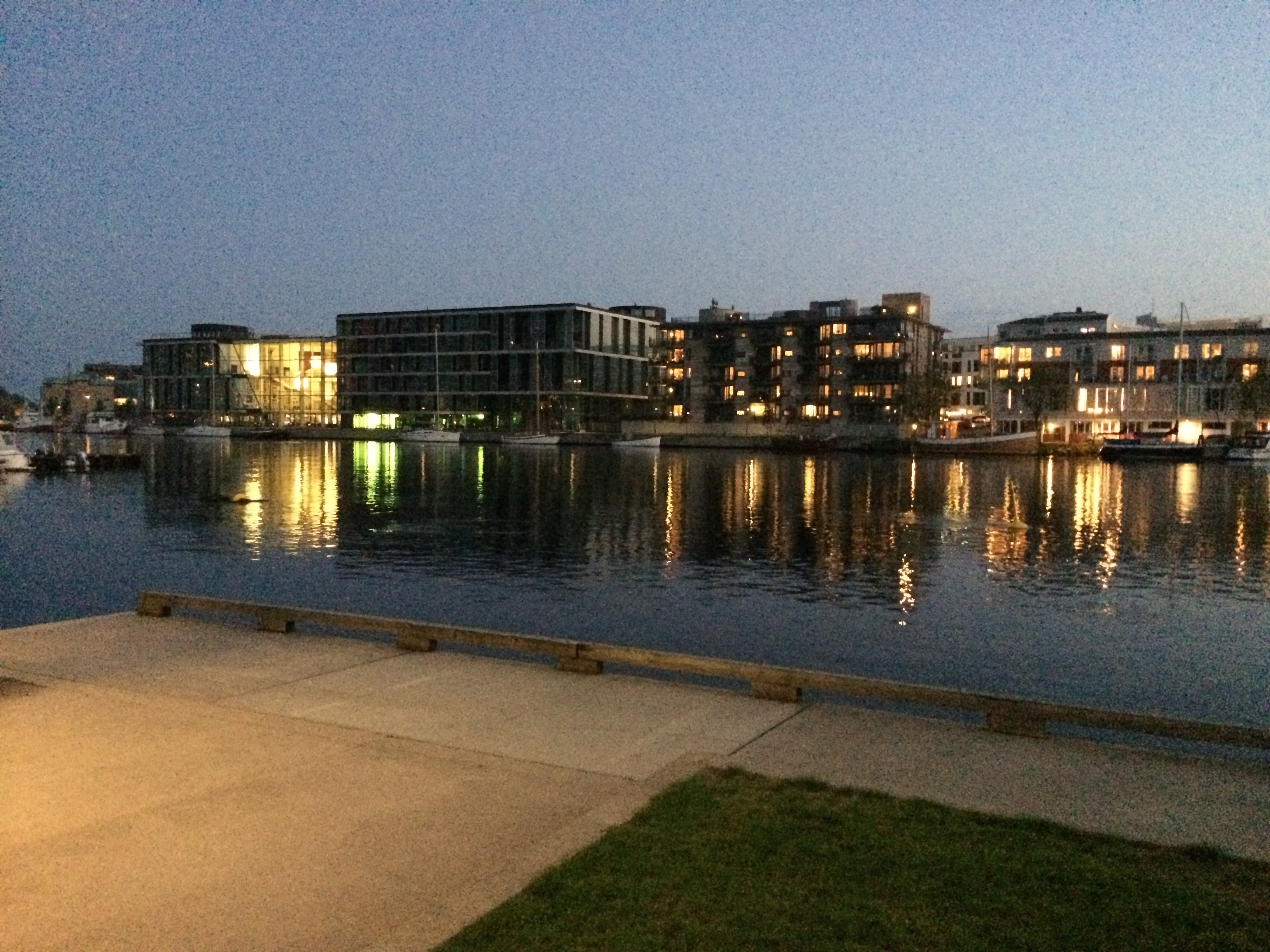
Kristiansand, přístav v noci